# Spilosoma dufranei
Spilosoma dufranei là một loài bướm đêm thuộc phân họ Arctiinae, họ Erebidae.